# Brachypelus rolandi
Brachypelus rolandi – gatunek chrząszcza z rodziny biegaczowatych, podrodziny Scritinae i plemienia Clivini.

## Opis
Powierzchnia ciała błyszcząco czarna. Aparat gębowy rdzawo-brązowy. Odnóża ciemnordzawobrązowe. Spód ciała błyszczący. Osiąga długość od 6,7 do 7,2 mm.

### Głowa
Gładka, wypukła, o wyraźnej mikropunktacji. Tylna krawędź nadustka prawie prosta, poszerzona, o bocznych płatkach sterczących ku przodowi i lekko lecz widocznie oddzielonych przez umiarkowanie wypukłą płytkę nadczułkową. Poprzeczna bruzda bardzo głęboka. Bruzdy twarzowe głębokie i wąskie. Czułki paciorkowate o segmentach od 5 do 10 prawie kulistych. Labrum o 7 szczecinkach.

### Tułów
Przedplecze nieco poprzeczne i niemal gładkie, pozbawione mikrorzeźby, z wyjątkiem wąskiego siateczkowania w rejonie bocznych krawędzi, tylko z wyraźnym mikropunktowaniem, raczej słabo wyniesione w widoku bocznym. Boczne obrzeżenie umiarkowanie szerokie i pełne. Boki umiarkowanie zaokrąglone, silnie zwężające się ku przodowi. Najszersze w ⅔ długości. Tylne kąty szeroko zaokrąglone. Pokrywy wypukłe, w obrysie prawie eliptyczne, najszersze przed połową długości, silnie opadające od podstawy ku szeroko-zaokrąglonym, bardzo słabo wystającym ramionom. Podstawa pokryw przed tarczką z wyraźnym, uszczecinionym punktem, wyraźnie połączonym z pierwszym rzędem pokryw (stria). Dwa zewnętrzne międzyrzędy, podstawa i wierzchołek pokryw siateczkowane. Grzbiet gładki z nieregularną mikropunktacją. Obrzeżenie szerokie z wyraźnym zębem barkowym. Rzędy pokryw słabo obniżone i umiarkowanie punktowane, zanikające ku wierzchołkowi. 3 rząd z pojedynczym, grzbietowym, uszczecinionym punktem w wierzchołkowej ¼ długości. Międzyrzędy umiarkowanie wypukłe w części wierzchołkowej i prawie płaskie u podstawy. Epipleury pokryw siateczkowane.

### Odwłok
Sternity bez siateczkowania pośrodku. Ostatni widoczny sternit samic z wyraźnie do umiarkowanie głębokimi i gęstymi zawirowaniami, a samców raczej gładki. Aedeagus o środkowym płatku silnie zakrzywionym w wierzchołkowej ⅓ i słabo zakrzywiony w środkowej ⅓. Prawa strona jego części podwierzchołkowej raczej silnie wybrzuszona. Wierzchołek prosty, długi, wąsko-zaokrąglony w widoku grzbietowo-wierzchołkowym. Paramery o dwóch szczecinkach każda

## Występowanie
Gatunek ten jest endemitem Madagaskaru.